# Acrophtalmia machares
Acrophtalmia machares är en fjärilsart som beskrevs av Hans Fruhstorfer 1911. Acrophtalmia machares ingår i släktet Acrophtalmia och familjen praktfjärilar. Inga underarter finns listade i Catalogue of Life.